# Тюметинский эвенкийский национальный наслег
Тюметинский эвенкийский национальный наслег — сельское поселение Булунского улуса Якутии. Центр — село Таймылыр.

## География
Тюметинский эвенкийский национальный наслег граничит с другими районам и сельскими поселениями района:
- Быковский эвенкийский национальный наслег,
- Булунский эвенкийский национальный наслег,
- Сиктяхский наслег,
- Оленёкский эвенкийский национальный район,
- Анабарский улус[2].

Географически находится в арктической тундровой зоне. Центр наслега, село Таймылыр, расположено на берегу моря Лаптевых в 285 км от посёлка Тикси.

## История
Образован "Положением о территориально-наслежной администрации муниципального образования «Булунский улус (район)» на основании решения Президиума Булунского районного собрания № 03/02 от 14 апреля 2003 года.
Муниципальное образование установлено законом Республики Саха от 30 ноября 2004 года.
1 августа 2009 года граждане наслега единогласно выразили на общем сходе (собрании) волеизъявление наделить Тюметинский наслег статусом «эвенкийский национальный». Уже 31 августа 2009 года это волеизъявление было одобрено решением Тюметинского сельского Совета депутатов, а 17 сентября 2009 года — решением Булунского районного Совета депутатов. 18 февраля 2010 года решением Госсобрания (Ил Тумэн) Республики Саха (Якутия) Тюметинский наслег официально был наделён статусом «эвенкийский национальный».
Устав сельского поселения был принят 18 октября 2010 года.

## Население
В состав сельского поселения входят: село Таймылыр, село Тюмяти, село Усть-Оленёк.
Согласно оценке на 1 января 2010 года, в наслеге проживало 958 человек, из которых мужчин — 451 человек, женщин — 507 человек. Однако в ходе переписи 2010 года, в наслеге постоянно проживало 790 человек. По национальному признаку распределение было следующим: эвенки — 381, эвены — 177, якуты — 172, русские — 42, нивхи — 4, долганы — 5, другие национальности — 9.
| 2002 | 2010 | 2011 | 2012 | 2013 | 2014 | 2015 |
| ---- | ---- | ---- | ---- | ---- | ---- | ---- |
| 900  | ↘757 | ↗788 | ↘776 | ↘755 | ↘741 | ↗750 |
| 2016 | 2017 | 2018 | 2019 | 2020 | 2021 |      |
| ↘742 | ↗743 | ↗762 | ↘752 | ↗753 | ↗773 |      |

## Органы местного самоуправления
Структуру органов местного самоуправления Тюметинского национального наслега составляют:
- наслежный Совет — представительный орган сельского поселения;
- глава наслега — высшее должностное лицо сельского поселения;
- наслежная администрация — исполнительно-распорядительный орган сельского поселения.

Наслежный Совет состоит из депутатов, избираемых на муниципальных выборах на основе всеобщего равного и прямого избирательного права при тайном голосовании на основе мажоритарной избирательной системы относительного большинства сроком на 5 лет. Наслежный Совет сельского поселения состоит из 11 депутатов.

## Экономика и культура
Основу экономики составляют оленеводство, рыболовство и охотничий промысел.
В наслеге действует средняя школа (введена в 1972 году), детский сад (введён в 1997 году), дом культуры (введён в 1974 году), участковая больница (введена в 1979 году), фельдшерско-акушерский пункт. Все дома электрифицированы. Одна котельная, дизельная электростанция.

## Транспорт
В летний период сообщение с центром улуса осуществляется только воздушным путём, зимой — автотранспортным по зимнику и воздушным путём. Имеется вертолетная площадка.